# Дубровка (Северо-Казахстанская область)
Дубро́вка (каз. Дубровка) — село в районе имени Габита Мусрепова Северо-Казахстанской области Казахстана. Входит в состав Чистопольского сельского округа. Находится примерно в 69 км к юго-юго-востоку (SSE) от села Новоишимское, административного центра района, на высоте 266 метров над уровнем моря. Код КАТО — 596665200.

## Население
В 1999 году численность населения села составляла 219 человек (110 мужчин и 109 женщин). По данным переписи 2009 года, в селе проживало 81 человек (41 мужчина и 40 женщин).